# Klaviersonate op. 10/2 (Dussek)
Die Klaviersonate op. 10 Nr. 2 in g-Moll ist eine Komposition des böhmischen Komponisten Jan Ladislav Dussek (1760–1812). Sie bildet zusammen mit der vorangehenden Sonate in A-Dur op. 10/1 und der die Gruppe beschließenden Sonate E-Dur op. 10/3 sein Opus 10, das er im Revolutionsjahr 1789 vollendete.

## Entstehung
Eingeschoben zwischen die heitere, eröffnende, dreisätzige A-Dur-Sonate und gefolgt von der erst beschwichtigenden, dann zornig abschließenden, zweisätzigen E-Dur-Sonate (mit einem Finalsatz in e-Moll), kommt der zweisätzigen Sonate in g-Moll eine besondere, wenn nicht die zentrale Stelle der Dreiersammlung zu. Geschrieben im großen Revolutionsjahr 1789, mag sie in ihrem düsteren, aufgewühlten Gestus die Ereignisse dieses Ereignisses widerspiegeln.
Dussek hielt sich seit 1786 in Paris als Pianist, Komponist und Klavierpädagoge auf; insbesondere als Virtuose erzielte er ungeahnte Erfolge. Unter anderem zählten König Ludwig XVI. und dessen Gemahlin Marie-Antoinette zu seinen adeligen Gönnern. Als die Vorzeichen für die drohenden revolutionären Umbrüche immer klarer wurden, ergriff Dussek die Flucht. Wohl im Mai des Jahres 1789 setzte er auf die Britischen Inseln über, bereits am 1. Juni 1789 gab er sein Premierenkonzert in London. Das gängigere Gerücht, er sei erst nach Ausbruch der Revolution geflohen, kann demnach verworfen werden.

## Musik
Die Sonate selbst besteht aus den beiden Sätzen Grave. Adagio non troppo und  Vivace con spirito, beide in der Haupttonart. Bereits das düstere Hauptthema des ersten Satzes (der nach der Sonatenhauptsatzform angelegt ist), eine in langsamen, punktierten Rhythmus absteigende Zerlegung des g-Moll-Dreiklanges, weckt das Gefühl von Vorahnung. Beinahe der komplette Satz ist bestimmt von diesem Motiv, nur ein dem Hauptthema nahestehendes Motiv in der Paralleltonart B-Dur unterbricht die gedämpfte Stimmung. In der Reprise erscheint auch dieses Thema in g-Moll. Der Satz verzichtet auf großen technischen Aufwand und spart an Modulationen; lediglich zwei aufwärts schnellende Akkordzerlegungen über knapp zwei Oktaven zu Beginn der Durchführung erfordern größere pianistische Fähigkeiten. Jedoch birgt gerade diese Einfachheit und Überschaubarkeit den großen Reiz dieses ersten Satzes, wodurch er leicht (und wohl auch nicht ganz unpassend) als "Ruhe vor dem Sturm" interpretiert werden kann.
Ganz gegenteilig angelegt ist der zweite Satz, aufgewühlt und virtuos ausgesetzt, ebenfalls in Sonatenhauptsatzform, dessen Hauptthema von donnernden Oktaven im Bass getragen wird. Das Seitenthema, eine viertaktige, springende Figur in B-Dur, tut dem Perpetuum-mobile-Charakter des Satzes keinen Abbruch. Nach einer kurzen, aber dicht gepackten Durchführung erscheint, formgemäß, die Reprise. In ihr löst sich der thematische Ablauf der Exposition immer weiter auf, die klare Abgrenzung der Motive verläuft sich in virtuose Floskeln und Akkordzerlegungen, um nach einem letztmaligen Erscheinen des Hauptthemas und einer mächtigen, vollgriffigen Kadenz den Satz mit drei tiefen, donnernden Schlägen enden zu lassen.